# 海南管螺
海南管螺（学名：Phaedusa hainanensis）是柄眼目烟管蜗牛科烟管蜗牛属的一种。主要分布于中国大陆，常栖息在阴暗潮湿、多腐殖质的环境。其种加词“hainanensis”意为“海南的”。